# Ambassis ambassis
Ambassis ambassis är en fiskart som först beskrevs av Lacepède 1802.  Ambassis ambassis ingår i släktet Ambassis och familjen Ambassidae. IUCN kategoriserar arten globalt som livskraftig. Inga underarter finns listade i Catalogue of Life.

## Bildgalleri

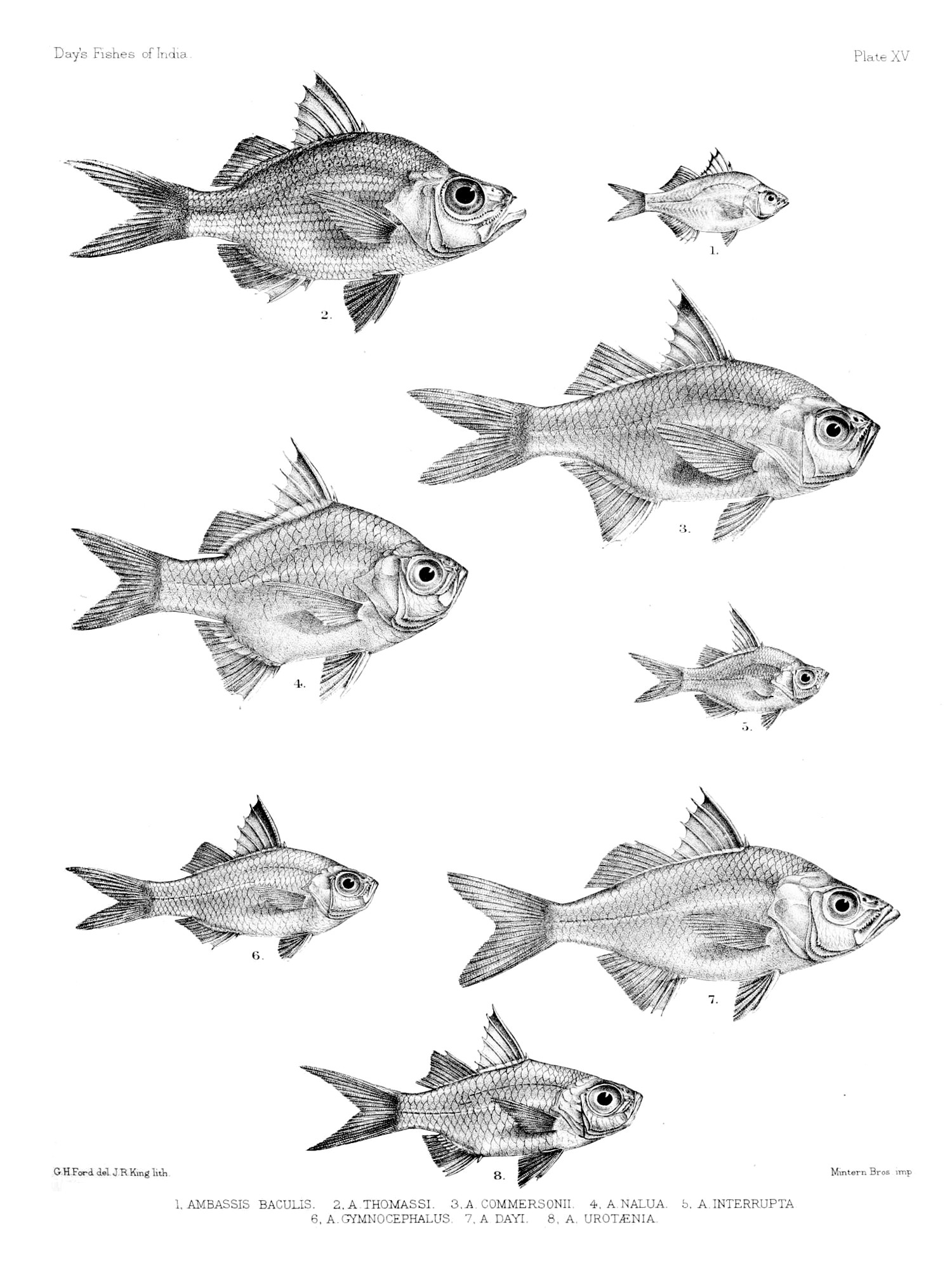